# Mira (topografía)

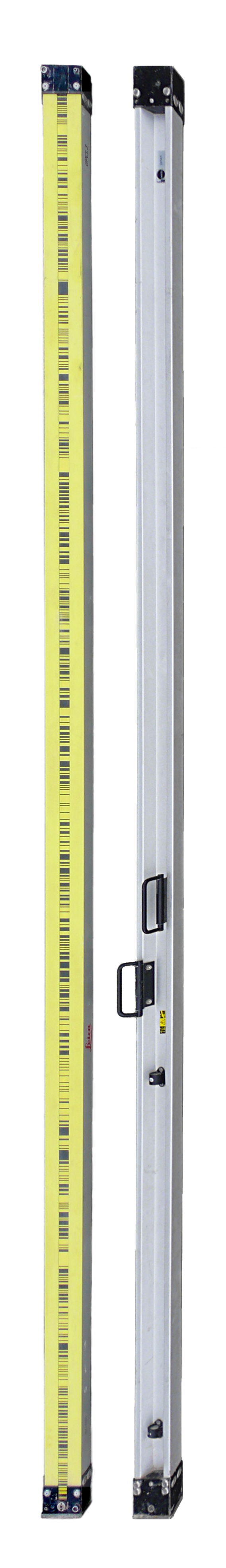
Mira invar con código de barras (delante, detrás)

En topografía, una estadía o mira estadimétrica, también llamado estadal en Latinoamérica, es una regla graduada que permite mediante un nivel topográfico, medir desniveles, es decir, diferencias de altura. Con una mira, también se pueden medir distancias con métodos trigonométricos, o mediante un telémetro estadimétrico integrado dentro de un nivel topográfico, un teodolito, o bien un taquímetro.
Hay diferentes modelos de mira:
- Las más comunes son de aluminio, telescópicas, de 4 o 5 metros; son generalmente rígidas
- De madera vieja, pintada; que son más flexibles
- Para obtener medidas más precisas, hay miras en fibra de vidrio con piezas desmontables para minimizar las diferencias debido a Juegos inevitables al sostenerlas;
- Para una mayor precisión, hay miras de Invar, para ser utilizadas con los niveles de precisión con micrómetro placa paralela: son de una sola pieza, disponible en diferentes longitudes, por ejemplo, 3 metros para usos corrientes, o de un metro para mediciones bajo tierra.

Los niveles empleados hasta 1970, invertían la imagen, por este motivo las miras se pintaban entonces en simetría especular para que las cifras se pudieran leer, pero hoy día ya no es el caso. Regularmente las miras o estadales están graduadas en metros, decímetros y centímetros, la lectura se realiza precisando hasta el milímetro.
En las miras destinadas a ser usadas con niveles electrónicos, las graduaciones son reemplazadas por un código de barras. Suelen llevar un nivel de burbúja para comprobar su verticalidad durante la medida.

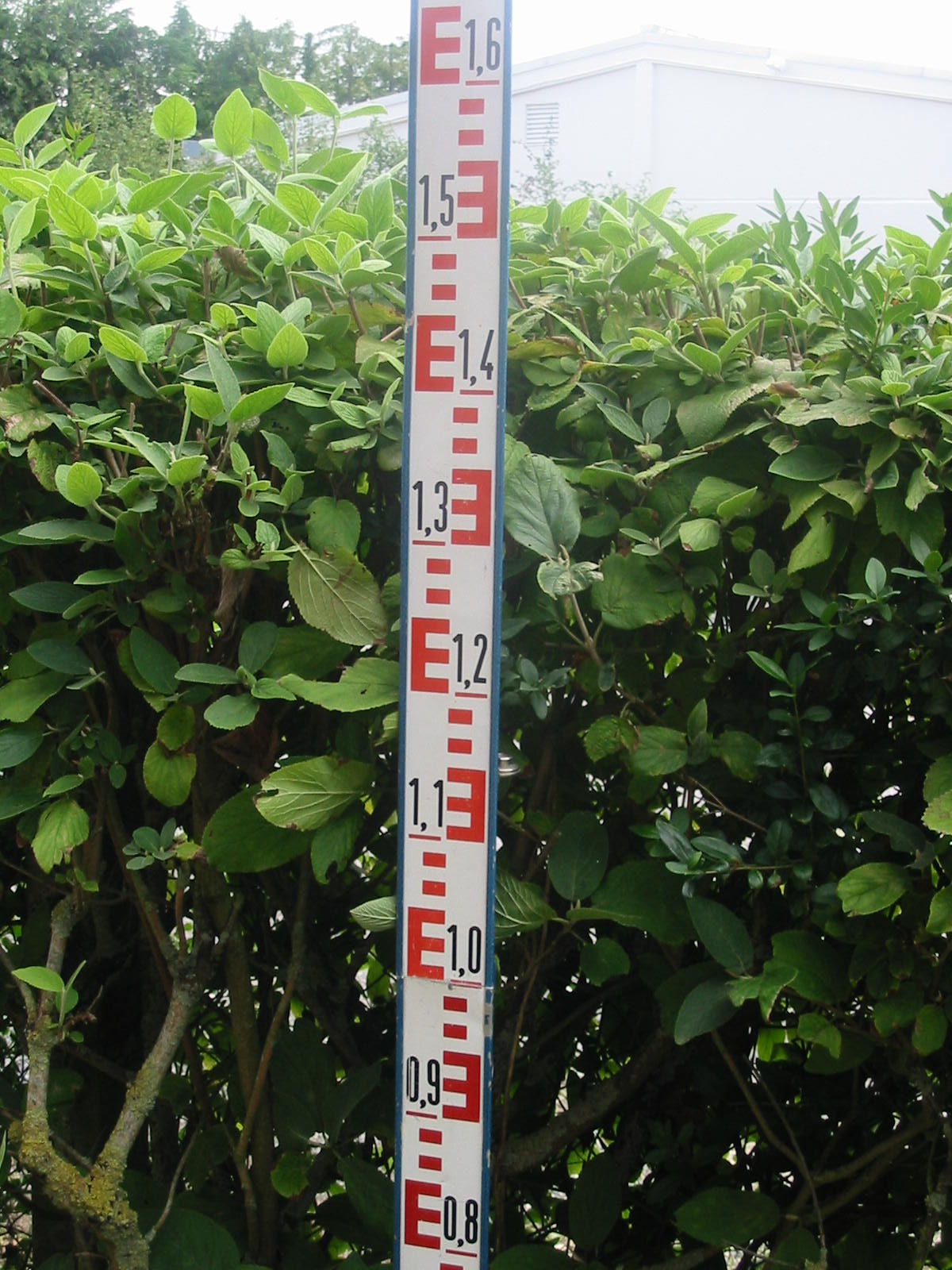
Mira de geometría
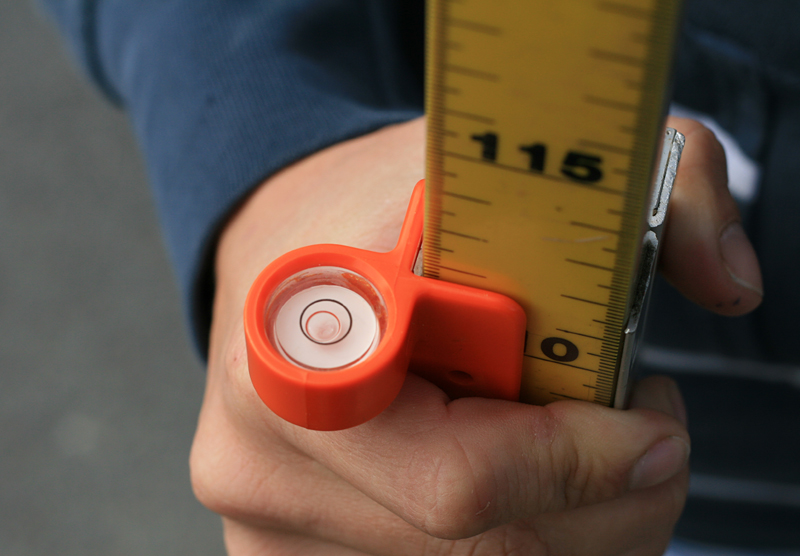
Nivel en una mira anglosajona
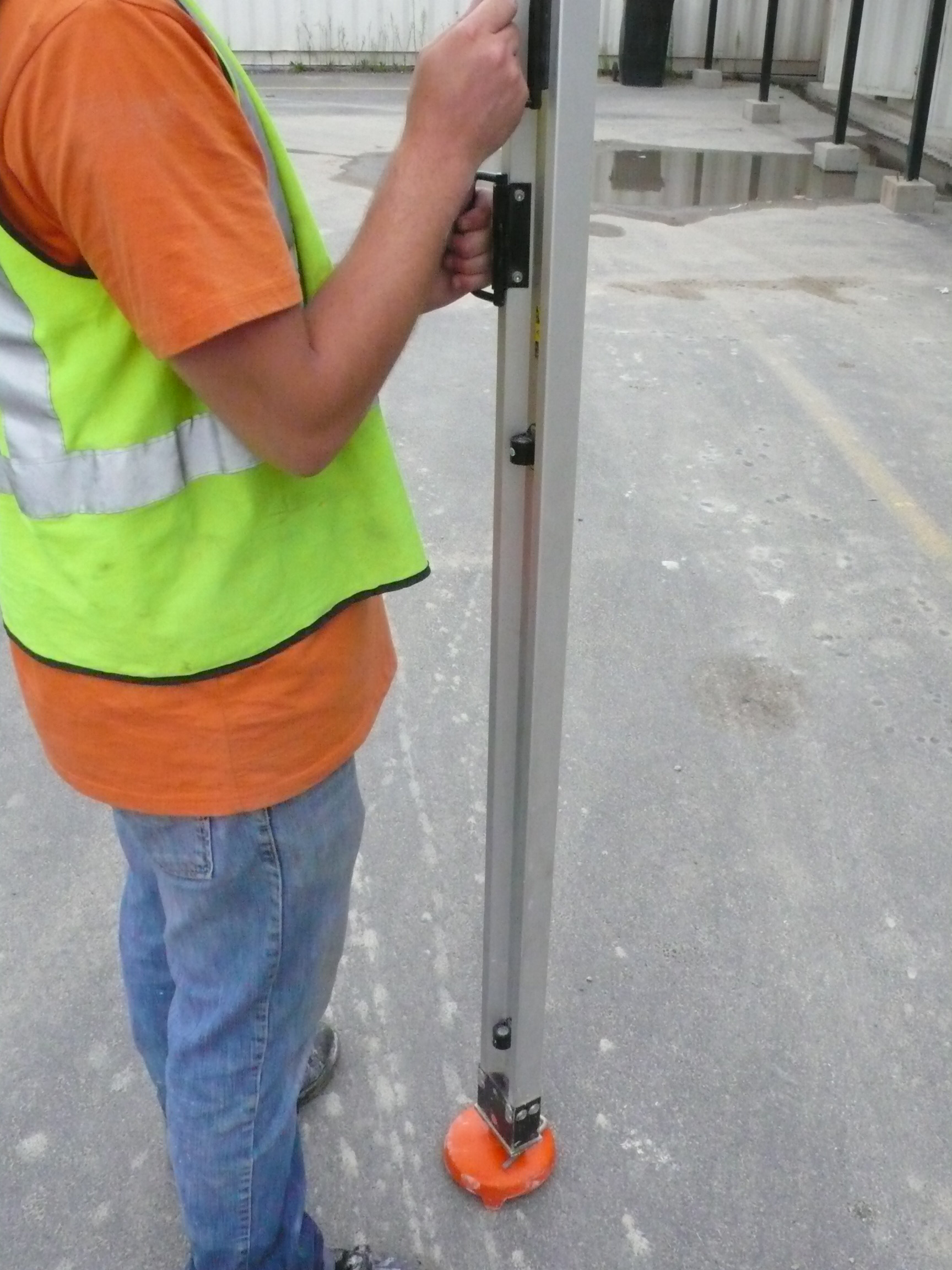
Mira de Invar, sostenida por un operador
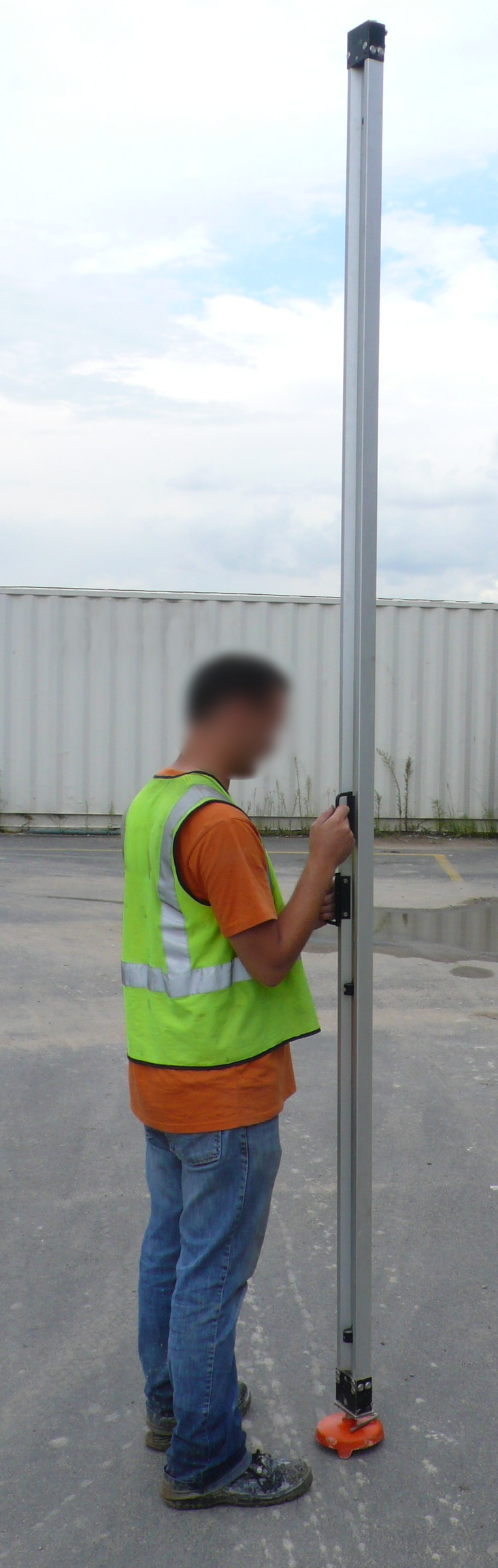
Mira de Invar, sostenida en posición vertical por un operador.